# Alberuela de Tubo
Alberuela de Tubo (aragonesisch Abargüela de Tubo) ist eine von Ackerbau (seit Mitte des 20. Jahrhunderts durch künstliche Bewässerung mittels des Canal del Flumen) und Viehzucht geprägte Gemeinde in der Provinz Huesca in der Autonomen Gemeinschaft Aragonien in Spanien. Sie liegt in der Comarca Monegros zwischen den Flüssen Guatizalema und Río Flumen.

## Gemeindeteile
Zu Lalueza gehört das in den 1950er Jahren auf ehemaligem Grund des Herzogs von Villahermosa durch das Instituto Nacional de Colonización y Desarollo Rural (INCDR) neu gegründete Sodeto (mit Ausstellung hierzu).

## Bevölkerung
| 1991 | 1996 | 2001 | 2004 |
| ---- | ---- | ---- | ---- |
| 439  | 404  | 364  | 370  |

## Sehenswürdigkeiten
- Die auf eine maurische Gründung zurückgehende Burg
- Die spätgotische Einsiedelei Nuestra Señora Virgen del Castillo auf dem Gelände der Burg
- Die auf eine romanische Anlage des 13. Jahrhunderts zurückgehende, 1607 umgebaute Pfarrkirche San Juan Evangelista mit Turm aus dem Jahr 1746
- Der Brunnen aus islamischer Zeit
- Der Abenteuerpark La Gabarda